# Marry the Night
Singles de Lady Gaga
Yoü and I
(2011) Applause
(2013)
Pistes de Born This Way
Born This Way
Marry the Night est une chanson de la chanteuse américaine Lady Gaga. C'est le cinquième single de Born This Way. Le tournage du clip a lieu au centre culturel Snug Harbor à New York et à Harlem toujours dans la même ville.
La chanson est diffusée pour la première fois à la radio le 31 octobre sur la radio américaine KIIS-FM[réf. nécessaire]. Pour l'occasion, une version plus courte du titre a été réalisée.

## Pochette
La pochette est révélée le 18 octobre par Gaga sur Twitter et Facebook. Elle représente la chanteuse assise sur une voiture, un véhicule en flamme derrière elle. Elle a été prise lors du tournage du clip vidéo.

## Clip vidéo
Le 17 novembre, elle dévoile le début de Marry the Night : The Prelude Pathetique, d’une durée de 1 min 48 s, et annonce via Twitter que le clip serait le plus long qu’elle ait jamais fait et réalisé.

« Quand je reviens sur ma vie, ce n’est pas que je ne veux pas voir les choses exactement comme elles se sont passées. C’est juste que je préfère me rappeler d’elles d’une façon artistique. Et honnêtement, le mensonge de tout ça est bien plus honnête, parce que je l’ai inventé. La psychologie clinique nous dit sans doute que le traumatisme est l’ultime tueur. Les souvenirs ne sont pas recyclés comme des atomes et des particules dans la physique quantique. Ils peuvent être perdus pour toujours. C’est comme si mon passé était une toile inachevée, et en tant que l’artiste de cette toile, je dois remplir tous les trous laids, et la rendre belle de nouveau. Ce n’est pas que j’ai été malhonnête, c’est juste que j’exècre la réalité.
Par exemple, ces infirmières, elles portent la saison prochaine de Calvin Klein, et moi aussi. Et les chaussures, faites sur mesure par Giuseppe Zanotti. J’ai incliné leurs chapeaux de gaze sur le côté, comme des bérets parisiens, parce que je pense que c’est romantique, et je pense aussi que la couleur menthe sera très à la mode au printemps prochain. Regardez cette infirmière sur la droite, elle a un super cul… Bam.
La vérité est que, à cette époque à la clinique, elles portaient ces drôles de chapeaux pour ne pas mettre de sang sur leurs cheveux. Et cette fille à gauche, elle a commandé des bonbons en nounours et un couteau, quelques heures plus tôt. On ne lui a donné que les bonbons en nounours. J’aurais aimé qu’ils me donnent les bonbons en nounours… »

— Lady Gaga s’exprimant dans un monologue dans Marry the Night : The Prelude Pathetique
En effet le clip qui dure 13 min 51 s sort le 2 décembre. [non neutre].
En France pour des raisons inconnues, il est diffusé avec une signalétique "Déconseillé aux moins de 10 ans" sur les chaînes Direct Star/D17/CStar, MCM et MCM Top, en revanche sur les autres chaînes il est diffusé sans signalétique.

## Liste des pistes et formats
| - CD single 1. Marry the Night (Album Version) – 4:24 2. Marry the Night' (David Jost & Twin Radio Remix) – 3:31 - Royaume-Uni 7" Picture Disc 1. Marry the Night (The Weeknd & Illangelo Remix) – 4:04 2. Marry the Night (Totally Enormous Extinct Dinosaurs 'Marry Me' Remix) – 5:49 |

- Marry the Night – The Remixes[3]

1. Marry the Night (Zedd Remix) – 6:14
2. Marry the Night (Sander van Doorn Remix) – 5:38
3. Marry the Night (Afrojack Remix) – 9:18
4. Marry the Night (John Dahlback Remix) – 5:19
5. Marry the Night (Sidney Samson Remix) – 4:44
6. Marry the Night (R3hab Remix) – 4:54
7. 'Marry the Night (Lazy Rich Remix) – 5:43
8. Marry the Night (Dimitri Vegas & Like Mike Remix) – 5:58
9. Marry the Night (Quintino Remix) – 5:52
10. Marry the Night (Danny Verde Remix) – 7:45

## Crédits et personnels
- Lady Gaga – Chanteuse, auteur-compositeur, réalisateur artistique, choriste
- Fernando Garibay – auteur-compositeur, réalisateur artistique, programmation, clavier
- DJ White Shadow – drum programming
- Dave Russell – enregistrement on Studio Bus; mixage audio au The Mix Room, Burbank, Californie
- Gene Grimaldi – audio mastering à Oasis Mastering, Burbank, California
- Eric Morris – assistant
- Paul Pavao – assistant

Crédits extraits des lignes de note de la pochette album de Born his Way.

## Classement par pays
| Classement (2011)                 | Meilleure position |
| --------------------------------- | ------------------ |
| Australie Singles Chart           | 4                  |
| Autriche Singles Chart            | 1                  |
| Belgique Tip Chart (Flandre)      | 1                  |
| Belgique Singles Chart (Wallonie) | 8                  |
| Canada Hot 100                    | 11                 |
| République tchèque Airplay Chart  | 10                 |
| Finlande Downloads Chart          | 2                  |
| France Singles Chart              | 48                 |
| Allemagne Singles Chart           | 23                 |
| Irlande Singles Chart             | 24                 |
| Écosse Singles Chart              | 8                  |
| Slovaquie Airplay Chart           | 37                 |
| Corée du Sud Gaon Chart           | 11                 |
| Suisse Singles Chart              | 5                  |
| Royaume-Uni Singles Chart         | 16                 |
| États-Unis Billboard Hot 100      | 29                 |
| États-Unis Adult Pop Songs        | 3                  |
| États-Unis Hot Dance Club Songs   | 1                  |
| États-Unis Pop Songs              | 14                 |

| Pays              | Certification | Ventes certifiées |
| ----------------- | ------------- | ----------------- |
| Royaume-Uni (BPI) | Argent        | 200 000           |
| États-Unis (RIAA) | Or            | 500 000           |

Le single réalise des scores corrects en rentrant dans les top 50 de tous les pays où il est sorti et en intégrant les tops 40, 30, ou 20, même s'il réalise des scores plutôt décevants par rapport à ses précédents singles. Au bout de 3 semaines, Interscope Records (Label de Lady Gaga) retire le single des radios à la suite de ces mauvais scores, chose qui n'arrange pas Lady Gaga et qui va vite faire sortir le single des classements...

## Historique de sortie
| Pays        | Date             | Format                                           | Label              |
| ----------- | ---------------- | ------------------------------------------------ | ------------------ |
| Australie   | 17 octobre 2011  | Contemporary Hit Radio                           | Interscope Records |
| États-Unis  | 15 novembre 2011 | Rhythmic contemporary et Top 40/Mainstream radio | Interscope Records |
| Royaume-Uni | 30 novembre 2011 | 7" Picture disc                                  | Interscope Records |
| Allemagne   | 2 décembre 2011  | CD single                                        | Interscope Records |
| Allemagne   | 20 décembre 2011 | Téléchargement digital – The Remixes             | Interscope Records |
| Royaume-Uni | 20 décembre 2011 | Téléchargement digital – The Remixes             | Interscope Records |
| États-Unis  | 20 décembre 2011 | Téléchargement digital – The Remixes             | Interscope Records |